# Darío Segovia
Darío Segovia Castagnino (18 de março de 1932) é um ex-futebolista paraguaio que atuava como defensor.

## Carreira
Darío Segovia fez parte do elenco da Seleção Paraguaia de Futebol, na Copa do Mundo de  1958.